# 안드레 에밋
안드레 에밋(Andre Emmett, 1982년 8월 27일 ~ 2019년 9월 23일)은 미국 프로 농구 선수였다.